# راندي وود (لاعب هوكي الجليد)
راندي وود (بالإنجليزية: Randy Wood)‏ هو لاعب هوكي الجليد أمريكي، ولد في 12 أكتوبر 1963 في برينستون في الولايات المتحدة.

## وصلات خارجية
- راندي وود على موقع دوري الهوكي الوطني (الإنجليزية)
- راندي وود على موقع EliteProspects.com (الإنجليزية)
- راندي وود على موقع HockeyDB.com (الإنجليزية)
- راندي وود على موقع Hockey-Reference.com (الإنجليزية)